# Жак Жорж
Жак Жорж (фр. Jacques Georges, нар. 30 травня 1916, Сен-Моріс-сюр-Мозель, Франція — пом. 25 лютого 2004, Сен-Моріс-сюр-Мозель, Франція) — французький футбольний функціонер.

## Біографія
Був президентом федерації футболу Франції з 1968 року по 1972 рік.
У 1983 році Жорж тимчасово очолив УЄФА після трагічної загибелі Артеміо Франкі. Потім в 1984 році він став 4-им президентом УЄФА і поступився своїм місцем в 1990 році Леннарту Юганссону.